# Achille Mignolo
Achille Mignolo (Cosenza, 8 settembre 1989) è un giocatore di biliardo italiano.
Già allievo del maestro Nestor "Nenè" Gomez, Campione Italiano Juniores nel 2007, dal 2022 milita nella categoria dei Nazionali Professionisti. 

Nel 2022 si classifica primo nella categoria Nazionali e quinto nel ranking assoluto, piazzamento che lo porta alla promozione nella categoria dei Nazionali Professionisti e alla partecipazione alle fasi finali dei Campionati Italiani di entrambe le categorie. Alle fasi finali di Saint-Vincent (Italia) risulta rispettivamente Vice Campione Italiano Categoria Nazionali e Campione Italiano Categoria Nazionali Professionisti, successo che gli vale la convocazione per i Campionati Europei individuali che si disputeranno a Randers in Danimarca dal 4 al 7 agosto.

## Palmarès
- 2007 Campione Italiano Juniores (Saint Vincent)
- 2022 Campione Italiano Categoria Nazionali Professionisti (Saint Vincent)
- 2023 Campione Europeo 5 birilli a squadre (Adalia)
- 2023 Campione del Mondo 5 birilli a squadre (Hall in Tirol)
- 2024 Campione Europeo 5 birilli a squadre (Calangianus)
- 2024 Medaglia di bronzo 5 birilli individuale (Calangianus)

## Fibis Open
Vittorie complessive nel circuito
- 1 Stagione 2017/2018 (Spoleto)
- 2 Stagione 2022/2023 (Lucera)